# 황세인
황세인(본명: 황민영, 1996년 10월 5일~)은 대한민국의 배우이며 모델이다.

## 생애
1996년 10월 5일 서울특별시 강북구 우이동에서 태어났으며 6살때 서울특별시 중구 필동과 14살때 경기도 김포시 풍무동으로 이사를 했으며 리라초등학교를 거쳐 김포여자중학교를 거쳐 풍무고등학교를 졸업하고 중앙대학교 연극영화학과를 학사 졸업한, 그녀의 신장은 164cm이고, 2016년 연극배우로 첫 데뷔를 하였으며, 2018년 뮤지컬에도 데뷔하였고, 이후 TV 시리즈 등으로도 진출하였으며, 2023년 10월 3일 영화 《30일》의 조연(홍나미 역)을 통하여 영화 배우로 데뷔하였다.

## 출연 작품

### 연기 활동

#### 연극
- 2016년 《김포 변두리》 ... 배진숙 역(단역)
- 2017년 《고물상 매물가》 ... 이고숙 역(단역)
- 2018년 《절대사절》 ... 김민숙 역(조연)
- 2019년 《미스터 코보 시티(Mister Kobo City)》 ... 남유란 역(단역)
- 2019년 《더 프레시 오텀(The fresh autumn)》 ... 강숙순 역(단역)
- 2020년 《편의점 남자》 ... 서채연 역(주연)

#### 뮤지컬
- 2018년 《서늘하시죠? 한가한가요?》 ... 백미숙 역(단역)

#### TV 시리즈
- 2018년 투니버스 웹 시트콤 《신비아파트 외전: 기억, 하리》[4] ... 정유제[5] 역
- 2019년 유튜브 플레이리스트 웹 드라마 《러브버즈》[6] ... 이주나 역
- 2019년 유튜브 플레이리스트 웹 드라마 《갤럭시》 ... 선준희 역
- 2019년 MBN 수목 드라마 《우아한 가》 ... 20대 미대생 젊은 시절의 화가 안재림[7] 역
- 2019년 투니버스 특촬물 웹 드라마 《엑스가리온》[8] ... 파이브릭스[9] 역
- 2020년 JTBC 화요 드라마 《라이브온》 ... 용웅대학교 방송연예학과 2학년 21세 김은희[10] 역
- 2021년 KBS2 금요 드라마 《이미테이션》 ... 강숙[11] 역
- 2022년 EBS1 퓨전 드라마 《그리스 로마 신화 - 올림포스의 별》[12] ... 송경주[13] 역
- 2023년 tving 웹 드라마 《방과 후 전쟁 활동》 ... 유하나[14] 역
- 2024년 tvN 월화 드라마 《가석방심사관 이한신》 ... 허은지 역
- 2025년 tvN 월화 드라마 《견우와 선녀》 ... 조혜리 역
- 2025년 Wavve 오리지널 드라마 《리버스》

#### 영화
- 2023년 《30일》 ... 홍나미 역(조연)
- 2023년 《야수들의 전쟁》 ... 서예리 역(조연)

## 이외 활동

### TV 버라이어티 프로그램
- 2018년 EBS2 《판다다》 ... 비고정 또는 반고정 캐릭터 황민영[15]
- 2021년 EBS1 《역사놀이패 아리아리》 ... 비고정 또는 반고정 캐릭터 황민영[16]